# When the Night Closes In
When the Night Closes In è il quinto album in studio del gruppo pop svedese Secret Service, pubblicato nel 1985 per l'etichetta discografica Sonet Records.

## Tracce
Tutti i brani sono stati composti da Tim Norell e Oson.
1. Night City - 3:38
2. Let Us Dance Just a Little Bit More - 4:27
3. Special Songs - 3:32
4. Do You Remember - 3:26
5. Walking - 4:03
6. When the Night Closes in - 4:07
7. How I Want You - 3:47
8. Closer Every Day - 3:10
9. Feel You Near Me - 3:04
10. Just a Friend for the Night - 3:14

## Formazione
- Ola Håkansson - voce
- Ulf Wahlberg - tastiere, voce
- Tim Norell - tastiere, voce
- Tonny Lindberg - chitarra
- Leif Paulsen - basso
- Leif Johansson - batteria

### Personale tecnico
- Pontus Olsson - tecnico del suono
- Acke Gårdebäck - tecnico del suono
- Håkan Wollgård - tecnico del suono
- Leif Paulsen - assistente tecnico